# Mentor (Odisseia)

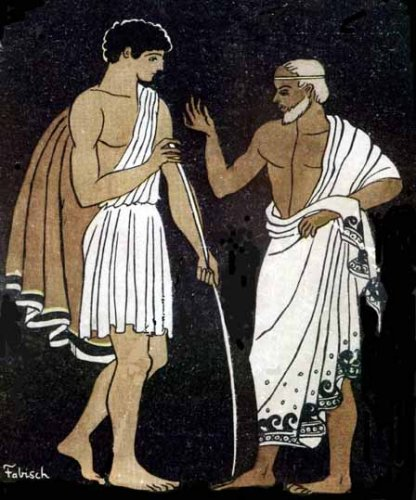
Telêmaco e Mentor (arte del año 1699)

Na Odisseia, Mentor (em grego: Μέντωρ, Méntōr; gen.: Μέντορος) era filho de Álcimo. Na velhice, Mentor foi um amigo de Odisseu. Quando Odisseu partiu para a Guerra de Troia, ele pôs Mentor e Eumaio (criador de porcos de Odisseu) a cargo de seu filho Telêmaco e do palácio de Odisseu. Às vezes foi personificado por Atena.
Quando Atena visitou Telêmaco, ela usou o disfarce de Mentor para se esconder dos pretendentes da mãe de Telêmaco, Penélope. Como Mentor, a deusa incentivou Telêmaco a se levantar contra os pretendentes e a ir para o exterior para descobrir o que aconteceu com seu pai. Quando Odisseu retornou a Ítaca, Atena apareceu brevemente na forma de Mentor novamente no palácio de Odisseu.
A aparição de Atena como Mentor não deve ser confundida com sua aparição como Mentes no primeiro livro da Odisseia.

## Mentor como termo
Devido ao relacionamento da Mentor com Telêmaco, e ao incentivo disfarçado de Atena e planos práticos para lidar com dilemas pessoais, o nome pessoal Mentor foi adotado como um termo que significa alguém que transmite sabedoria e compartilha conhecimento com um colega menos experiente, em latim e em outras linguas incluindo mentor no inglês, méntor no espanhol, Mentor no alemão מענטאָר no yiddish, մենտոր no armenio, e a palavra obsoleta ментор no russo.

O primeiro uso moderno registrado do termo pode ser atribuído a um livro de 1699 intitulado Les Aventures de Télémaque, do escritor francês François Fénelon. No livro, o personagem principal é o de Mentor. Este livro foi muito popular durante o século XVIII e a aplicação moderna do termo pode ser atribuída a esta publicação. 